# Odds þáttr Ófeigssonar
La Odds þáttr Ófeigssonar (italiano: Breve storia di Oddr Ófeigsson) è una breve storia degli islandesi composta nel XIII secolo e contenuta nei manoscritti Morkinskinna, Flateyjarbók e Hrokkinskinna. Il protagonista è Oddr Ófeigsson, personaggio di un'altra saga islandese, la Bandamanna saga. Tuttavia le storie sono molto diverse, tranne per il fatto che in entrambe Oddr è descritto come un ricco mercante. Risente di alcune influenze da parte della Njáls saga.